# Hradec Králové
Hradec Králové (tschechisch anhörenⓘ; deutsch Königgrätz; lateinisch Reginogradecium) ist eine Stadt am Oberlauf der Elbe im Vorland des Riesengebirges in Tschechien. Sie ist das Verwaltungszentrum der Königgrätzer Region, Universitätsstadt und Bischofssitz. In der Nähe der Stadt fand 1866 die Schlacht bei Königgrätz zwischen Preußen und Österreich statt.

## Geographie
Hradec Králové liegt auf einer Höhe von 240 m n.m. am Zusammenfluss von Elbe und Adler (Orlice) im südwestlichen Teil der gleichnamigen Region etwa 21 km nördlich von Pardubitz und 112 km östlich von Prag.

## Geschichte

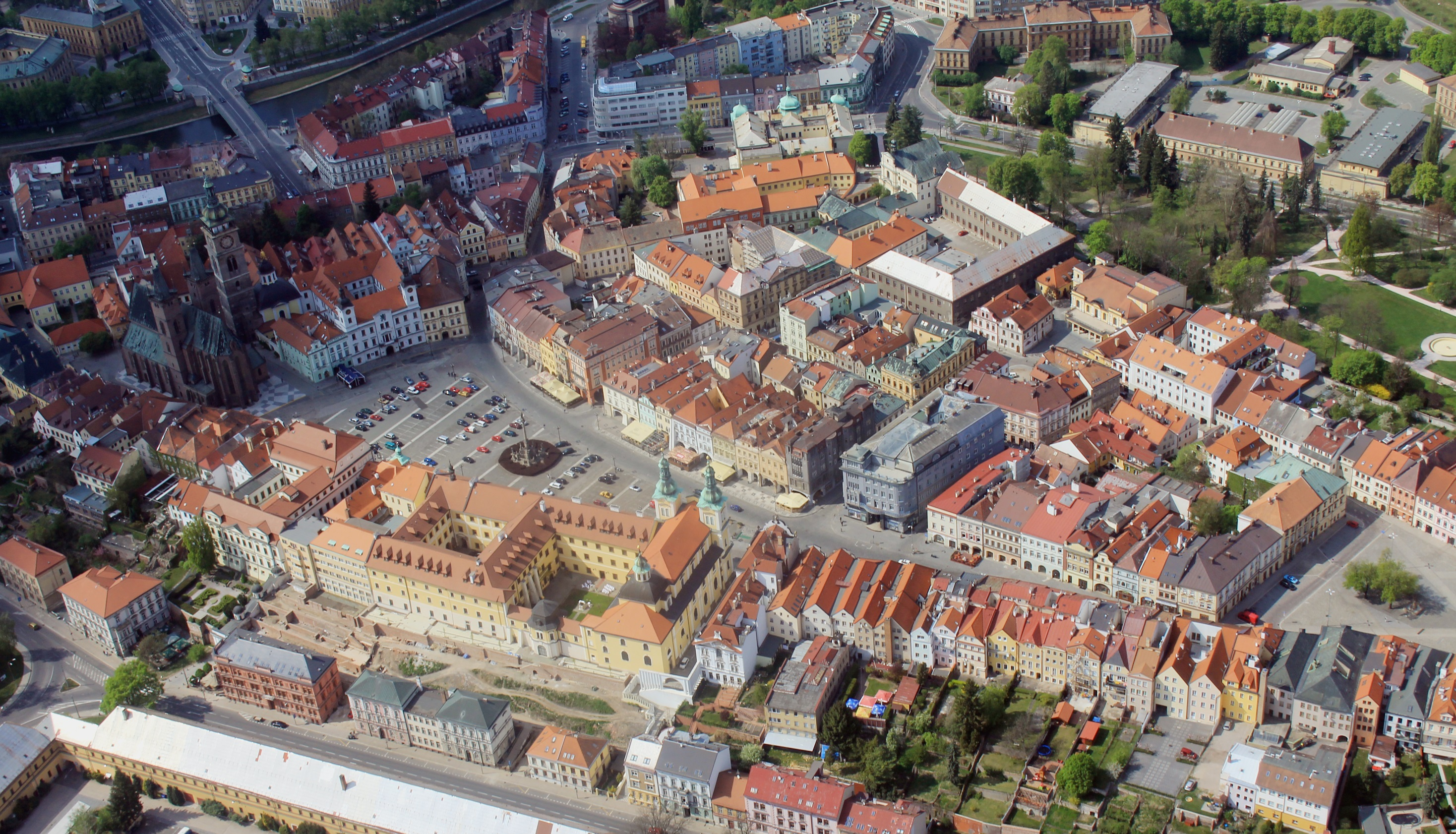
Das Stadtzentrum (Luftbild)

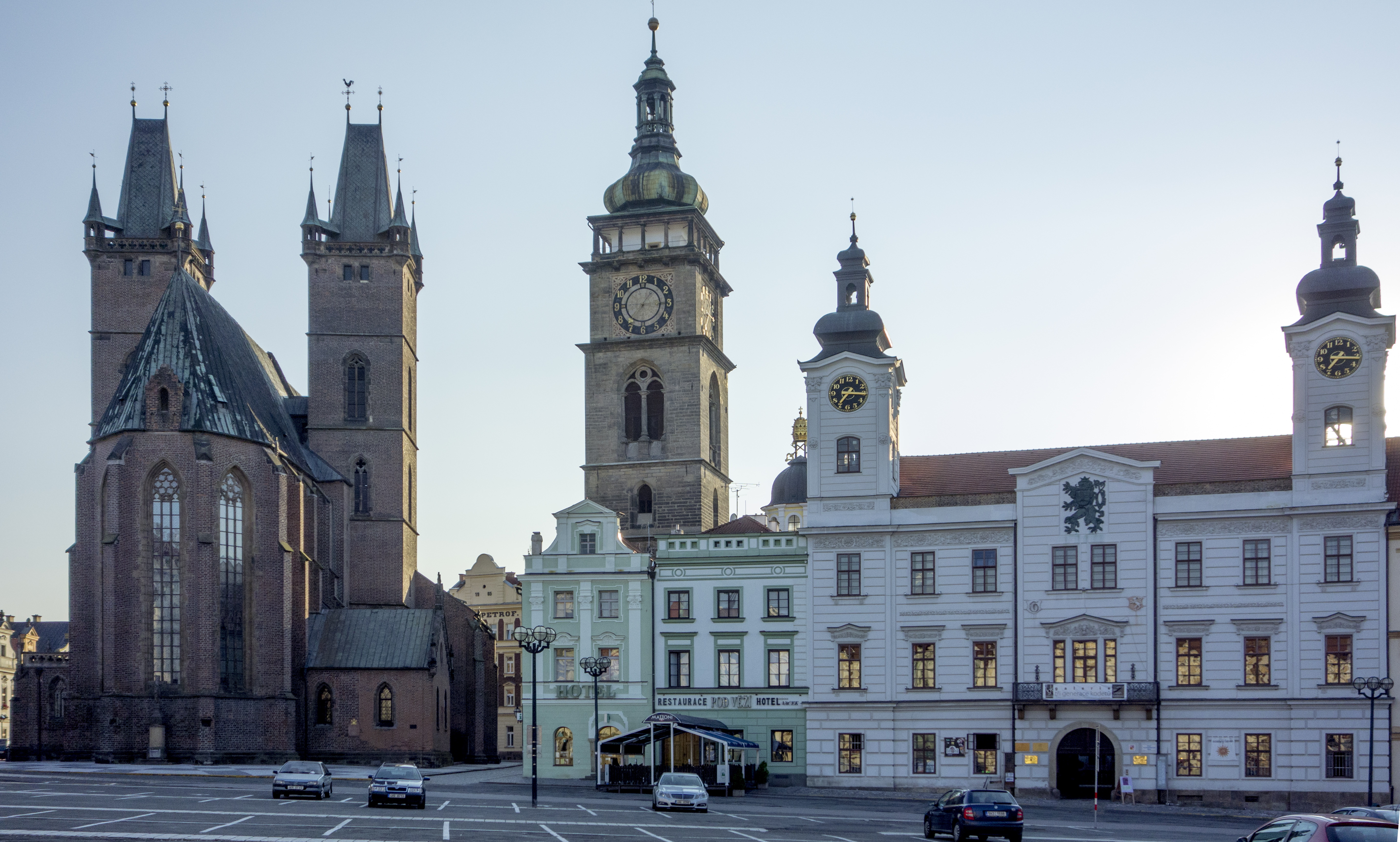
Marktplatz von Hradec Králové

### Mittelalter
Königgrätz war schon um 1062 befestigt, wurde 1225 zur Königsstadt ernannt und 1307 Elisabeth Richza von Polen, der Witwe der Könige Wenzel II. und Rudolf I., als Witwensitz zugeteilt. Seitdem trug die Stadt den Namen Grecz Reginae bzw. Hradec Králové statt des bisherigen Hradec (Grecz/Grätz). Seit der Mitte des 14. Jahrhunderts war es namensgebend für den altböhmischen Königgrätzer Kreis.
Im Deutschen setzte sich spätestens um 1800 anstelle der korrekten Übersetzung Königingrätz der Name Königgrätz durch, auch als amtliche Bezeichnung.
Die Stadt war eine der ersten, die sich auf die Seite der Hussiten stellten; Jan Žižka wurde 1424 dort begraben. Sie hatte unter den wechselvollen Auseinandersetzungen der Hussitenkriege zu leiden und blieb bis zum Dreißigjährigen Krieg überwiegend protestantisch.

### Neuzeit

Karte von Königgrätz um 1772

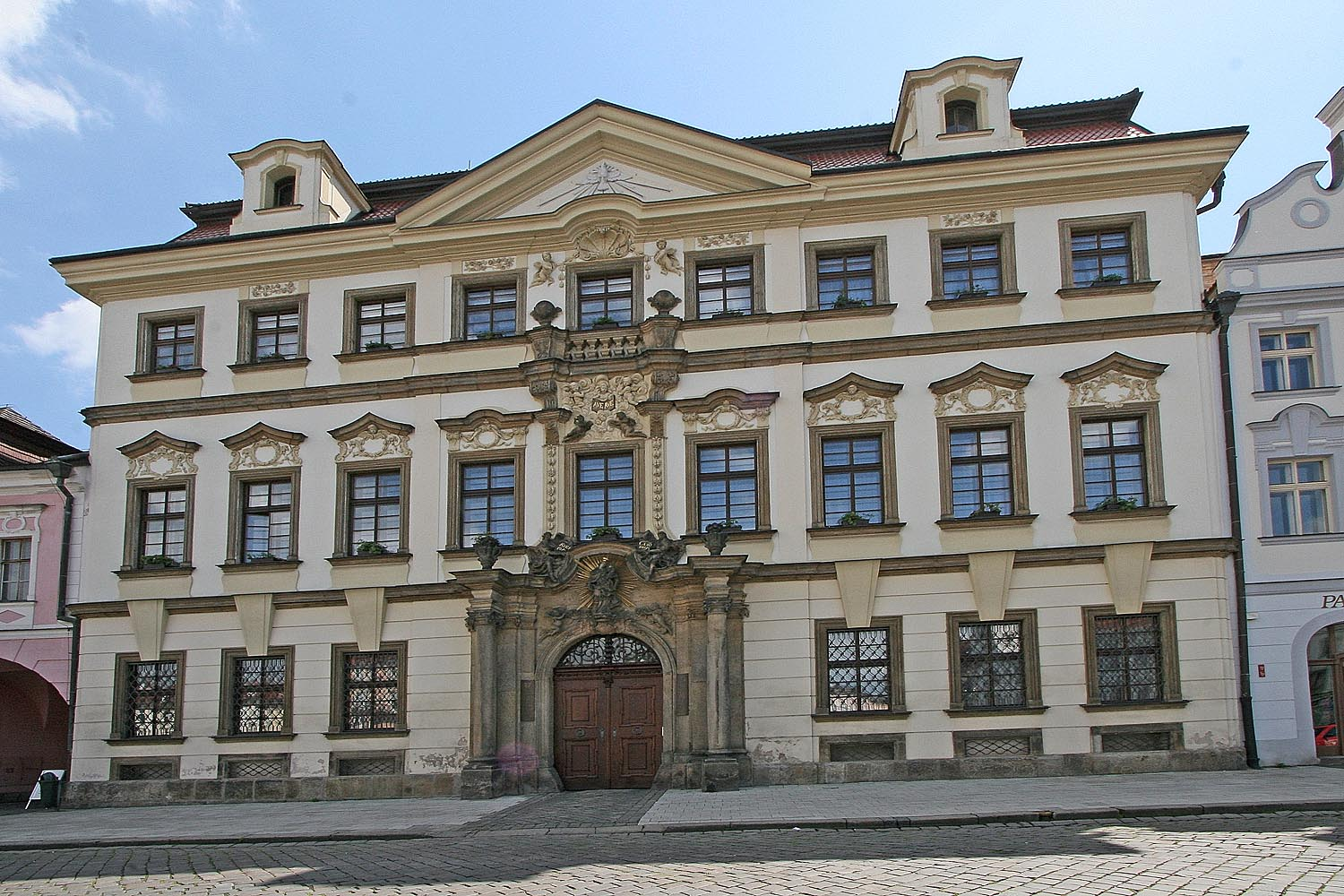
Bischofspalast

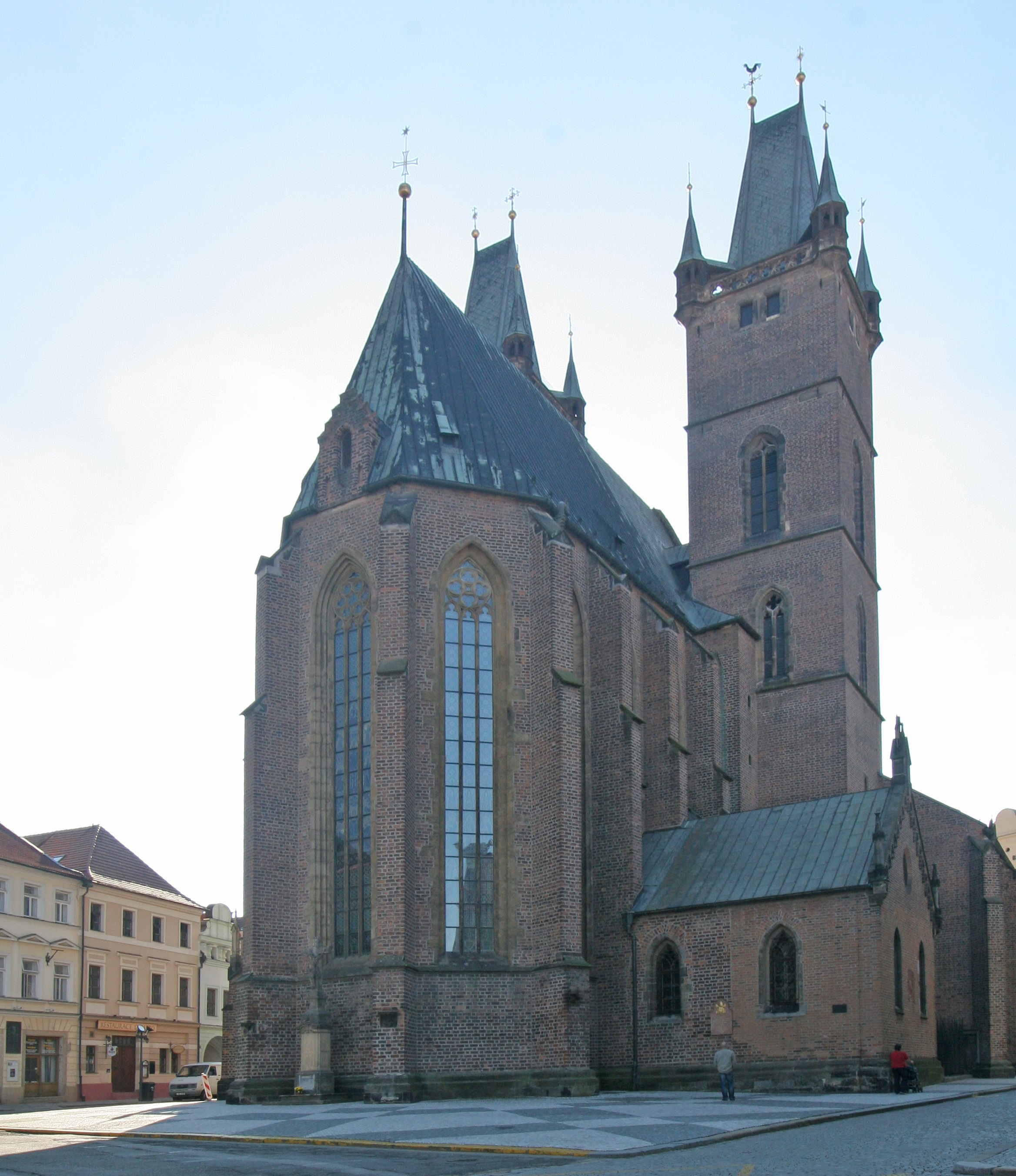
Hl.-Geist-Kathedrale

Von 1574 bis 1580 wurde im Stil der Renaissance der Weiße Turm (Bílá věž) errichtet, der mit der Augustin über die zweitgrößte Glocke Böhmens verfügt.
Im Dreißigjährigen Krieg wurde die Stadt 1639 von den Schweden erobert, acht Monate lang besetzt und geplündert.
Im Jahre 1664 wurde die Stadt Bischofssitz des neu gegründeten Bistums Königgrätz der katholischen Kirche. Der Jesuit Antonín Koniáš verfasste dort erstmals 1729 seine Indexschrift Clavis haeresim claudens et aperiens, die nach seiner Auffassung ketzerische Werke aufzählte und als unerwünschte Literatur einstufte. Dabei entwickelte er großen Eifer, ließ Bücher vernichten und bewirkte drakonische Strafen für deren unerlaubten Besitz. Nach seiner Auffassung sollte jeder „anständige“ Katholik seine private Büchersammlung der Prüfung durch den Beichtvater verfügbar halten. Sein Wirken fügte von Hradec Králové aus dem tschechischen Kulturerbe spürbare Verluste zu.
Im Siebenjährigen Krieg (1756 bis 1763) wurde die Stadt bei Auseinandersetzungen zwischen den preußischen und den österreichischen Truppen in Mitleidenschaft gezogen. Unter Kaiser Joseph II. wurde Königgrätz 1778 zur Festung erklärt; in den Jahren 1780 bis 1789 wurden rund um die Stadt mächtige Festungswerke geschaffen. Während dieser Zeit war die Verwaltung des Königgrätzer Kreises im Schloss Horziniowes untergebracht, 1792 kehrte sie nach Aufhebung der Festung in die Stadt zurück.

### 19. Jahrhundert
Auch die Napoleonischen Feldzüge hinterließen ihre Spuren in der Stadt: So herrschte 1809 während des Fünften Koalitionskriegs großer Mangel an Lebensmitteln infolge zeitweiligen Aufenthalts der Armee des Erzherzogs Karl in der Stadt und wegen des Versorgungsbedarfs weiterer böhmischer Städte wie Prag und Theresienstadt, die sich ebenfalls aus Angst vor Belagerung rüsteten.
1866 fügte nordwestlich der Stadt (beim Flecken Sadowa) die preußische Armee der vereinigten österreichischen und sächsischen Armee in der Schlacht bei Königgrätz eine vernichtende Niederlage zu, welche den Deutschen Krieg zu Gunsten Preußens entschied.

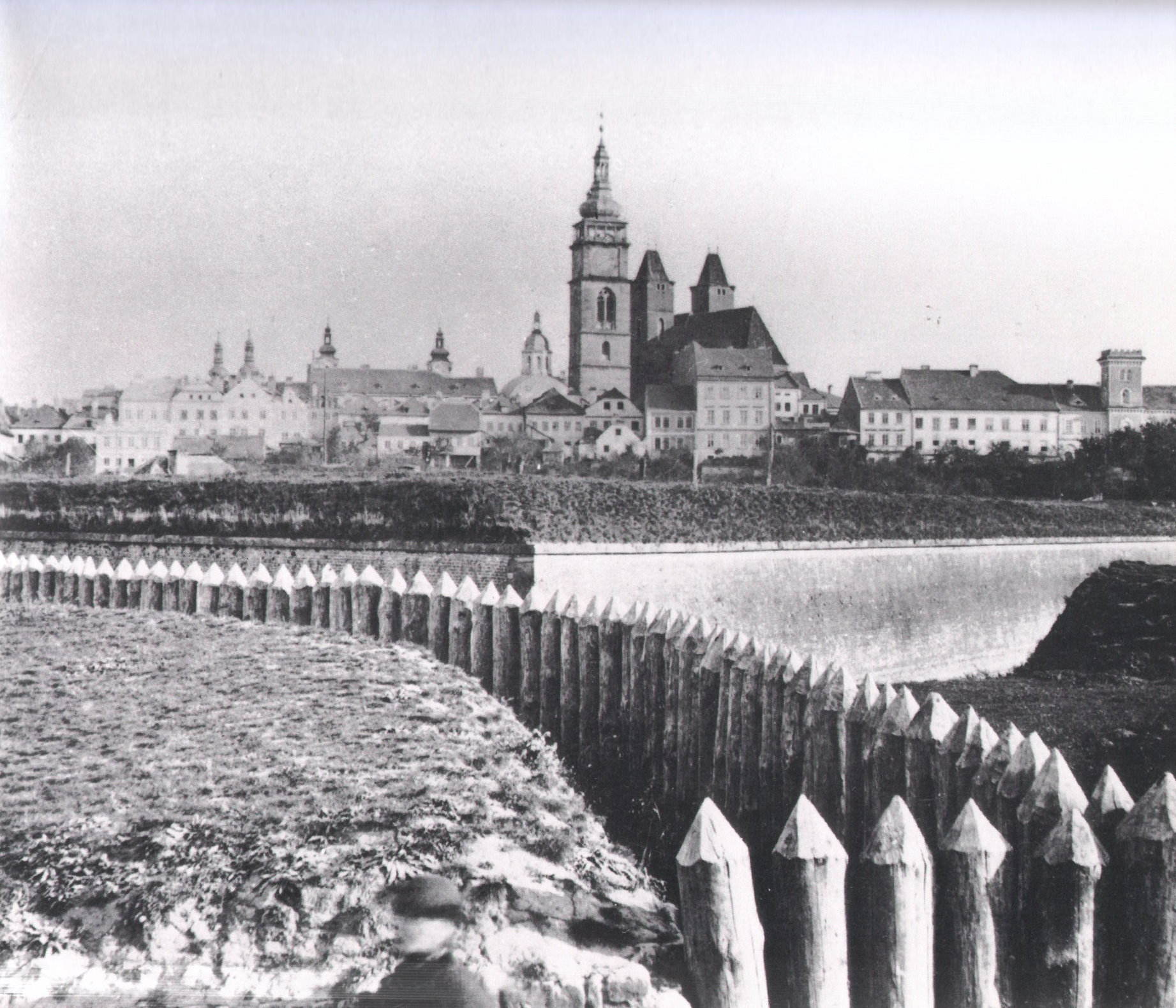
Festung Königgrätz um 1890

Die Festungsanlagen hatten in der Kriegsführung der damaligen Zeit an Bedeutung verloren und wurden im Jahre 1884 geschleift. Sie machten Platz für großzügige Parkanlagen und Bauwerke als Zeugnisse der Architekturströmungen der Klassischen Moderne wie des von Wien ausgehenden Jugendstils und des nachfolgenden Reformstils. Dazu zählen Kaufhäuser, Hotelbauten, Sparkassen und Wohnhäuser.

### 20. Jahrhundert
Die Stadt bekam nach dem Ersten Weltkrieg, als sie beständig wuchs und neue moderne Bauten hinzukamen, den Beinamen Salon der Republik. Viele dieser Bauten sind erhalten und wurden saniert. Darunter befinden sich Gebäude nach Entwürfen von Hubert Gessner, Josef Gočár, Jan Kotěra, Oldřich Liska, Otakar Novotný, Jan Rejchl, Václav Rejchl, Bohumíl Waigant und Václav Weinzettl.

## Bevölkerungsentwicklung
| Jahr      | 1869   | 1880   | 1890   | 1900   | 1910   | 1921   | 1930   | 1950   | 1961   | 1970   | 1980   | 1991   | 2001   | 2011   | 2021   |
| --------- | ------ | ------ | ------ | ------ | ------ | ------ | ------ | ------ | ------ | ------ | ------ | ------ | ------ | ------ | ------ |
| Einwohner | 18.884 | 24.230 | 25.236 | 29.310 | 35.675 | 39.151 | 50.137 | 57.118 | 66.608 | 80.463 | 96.145 | 99.917 | 97.155 | 94.314 | 92.649 |

## Stadtstruktur

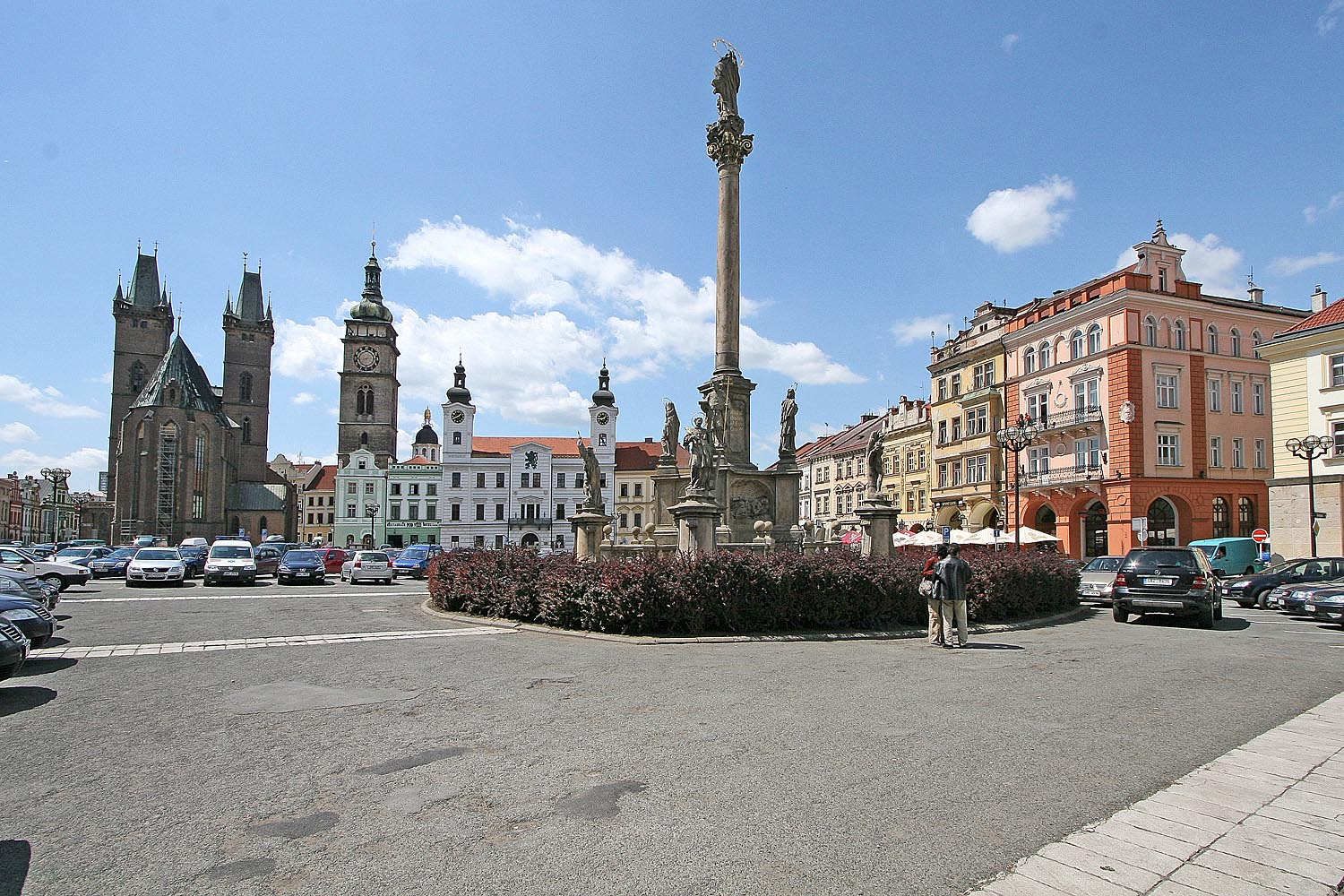
Hauptmarkt

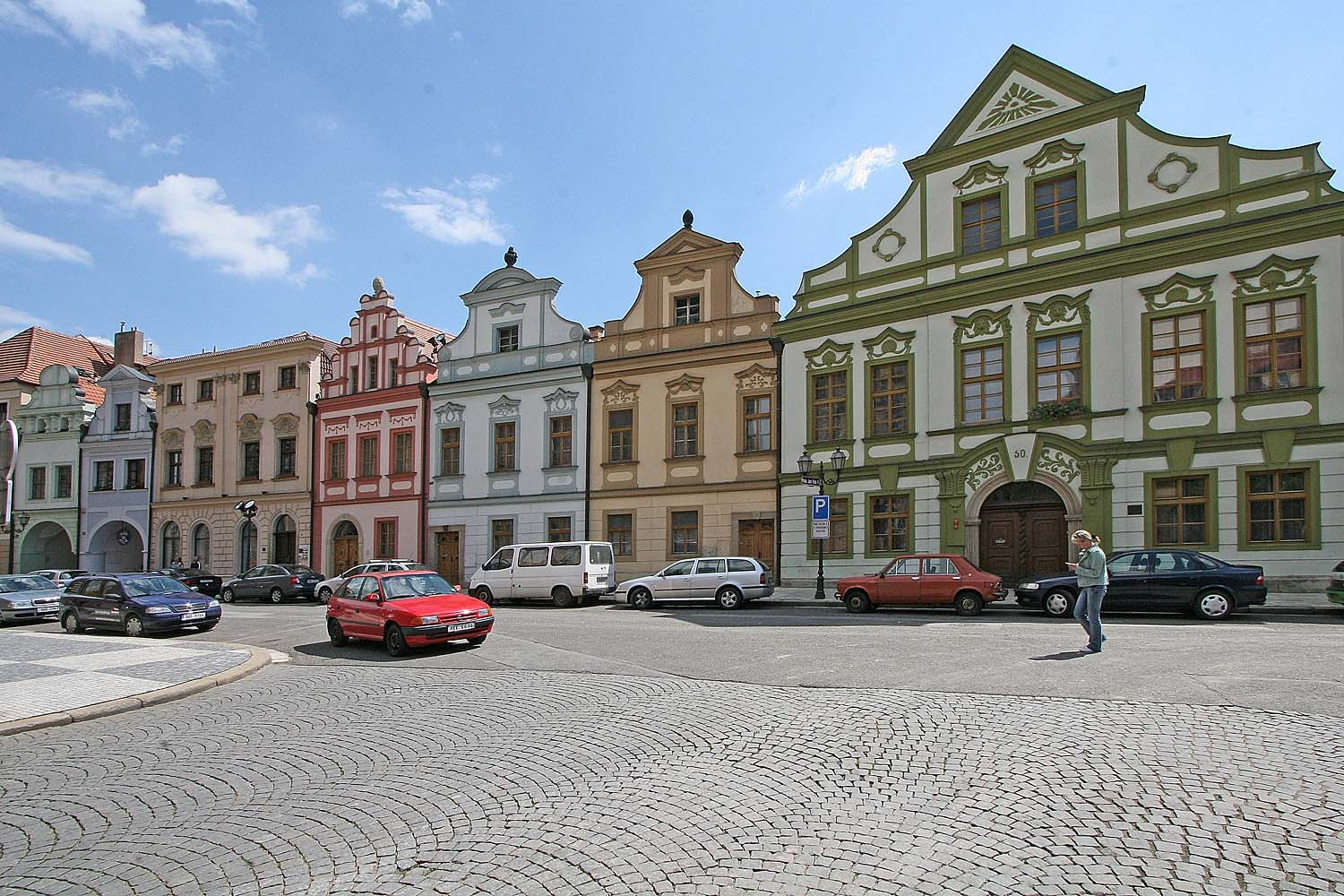
Stadthäuser

Hradec Králové ist von einer differenzierten Stadtstruktur gekennzeichnet. Die Hauptteile sind die historische Altstadt (Staré město) und die Neustadt (Nové město). Die Altstadt befindet sich auf einer mächtigen, länglich gestreckten Felserhebung, deren ursprüngliche Struktur durch die jahrhundertelange Stadtentwicklung kaum noch erkennbar ist. Die Altstadt ist nur über zwei Straßen mit Fahrzeugen erreichbar. Seitlich führen Treppenaufgänge hinauf. Auf der Erhebung befindet sich der alte Stadtkern von Königgrätz mit seinen kirchlichen und bürgerlichen Bauten.
Um diese Erhebung ziehen sich gürtelartig alte Kasernen- und Magazingebäude aus der Zeit der Doppelmonarchie Österreich-Ungarn. Westlich und südlich wird die Altstadt von der Elbe und der Adler eingefasst, die südwestlich unweit des Eisstadions zusammenfließen. Von der ehemaligen Auenlandschaft beider Flüsse ist nur noch nördlich der Altstadt ein nennenswertes Areal vorhanden, das heute einen parkartigen Charakter besitzt. Die Flussufer sind im Innenstadtbereich durchgängig kanalartig befestigt. Alte Mäanderfragmente von Adler und Elbe sind jenseits der bebauten Fläche noch am Stadtrand vorhanden und stellen naturräumliche Schutzzonen dar.
Die Neustadt erreicht man von der Altstadt aus über die architektonisch bemerkenswerte Prager Elbebrücke (Pražsky most). Dieser Stadtteil erstreckt sich in westlicher Richtung und ist von einem sternförmig angelegten, sowie quer dazu verlaufenden Straßennetz durchzogen, das bei dieser Brücke seinen Ursprung hat. Die zentrale Straße (Gočárova třída) der Neustadt führt zum Bahnhofsareal, das sie durch eine Biegung nur seitlich berührt. Im Zuge der Stadtentwicklung bildeten sich die Prager Vorstadt (Pražské předmestí), die Schlesische Vorstadt (Slezské předmestí) und die Mährische Vorstadt (Moravské předmestí) heraus. Weitere Siedlungen, ehemalige Dörfer, wurden später eingemeindet. Im Süden liegt auf einer Erhebung der Stadtteil Nový Hradec Králové (Neu-Königgrätz) mit einem alten Kirchbau.

## Stadtgliederung

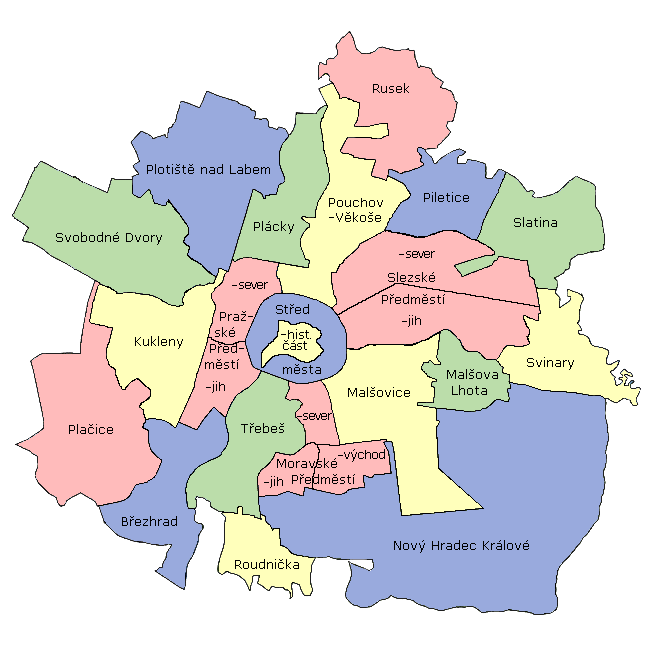
Stadtteile

Zu Hradec Králové gehören die Ortsteile:
- Hradec Králové (Altstadt) – 3,45 km², 16.350 Ew.

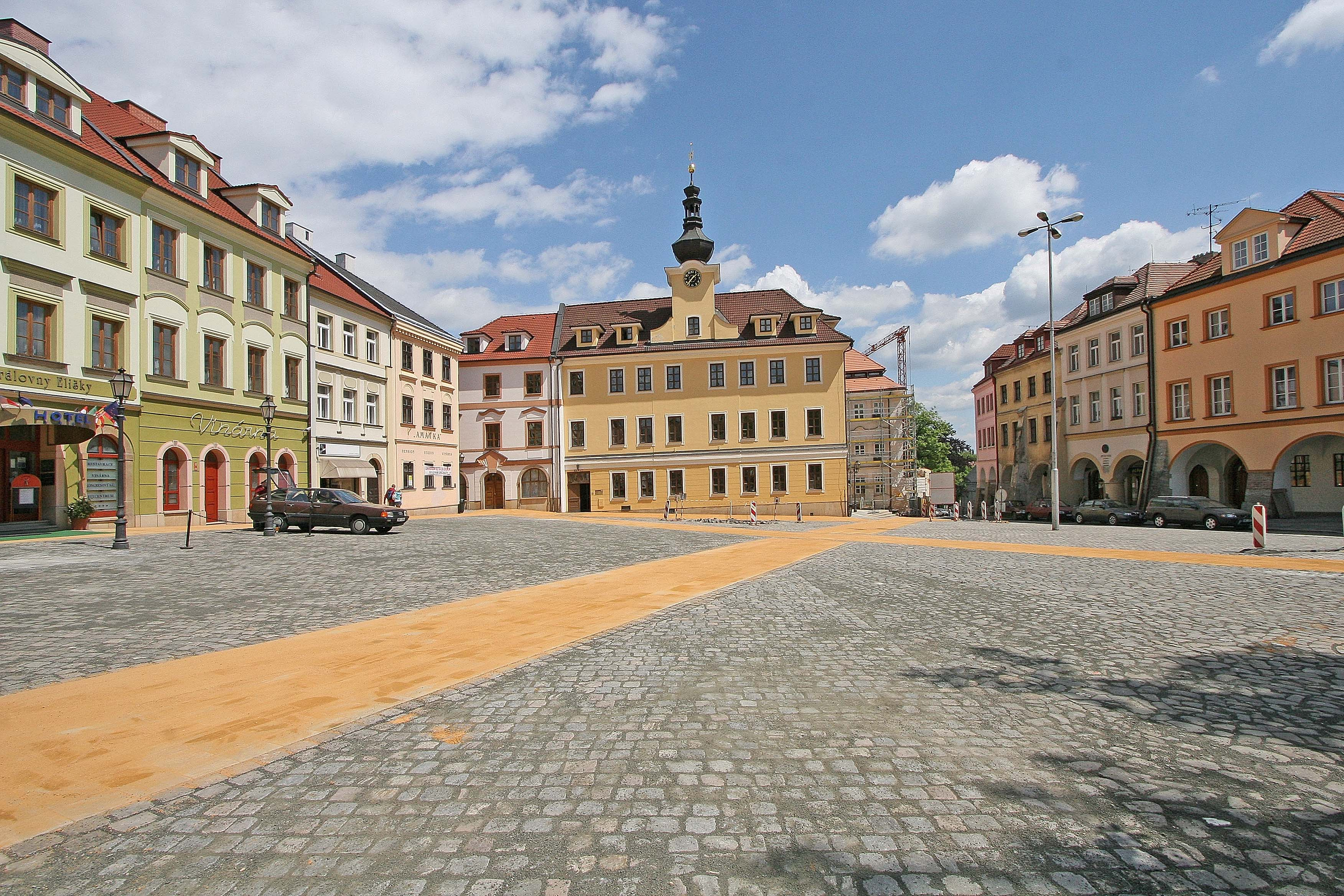
Kleiner Platz

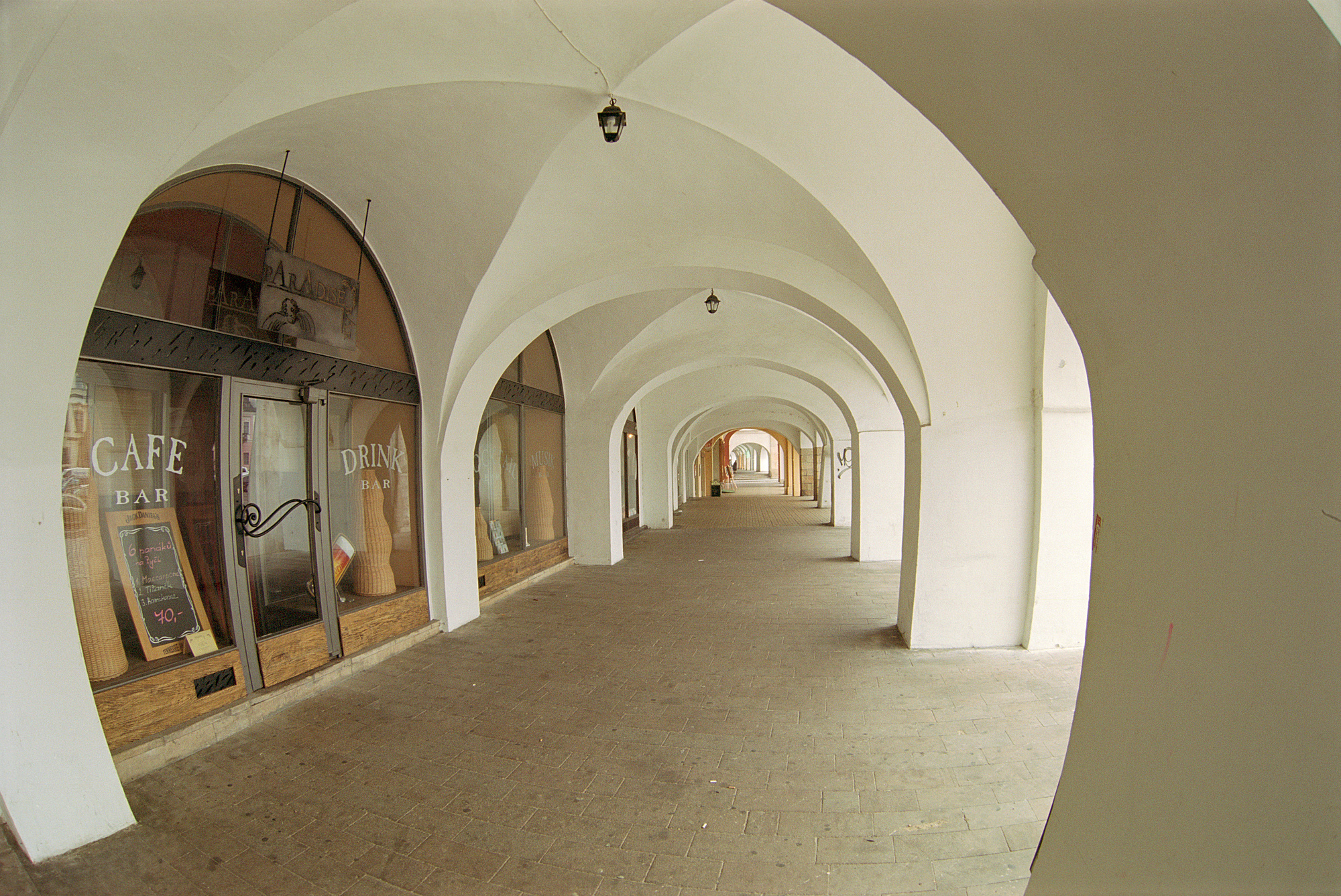
Laubengang um den Marktplatz

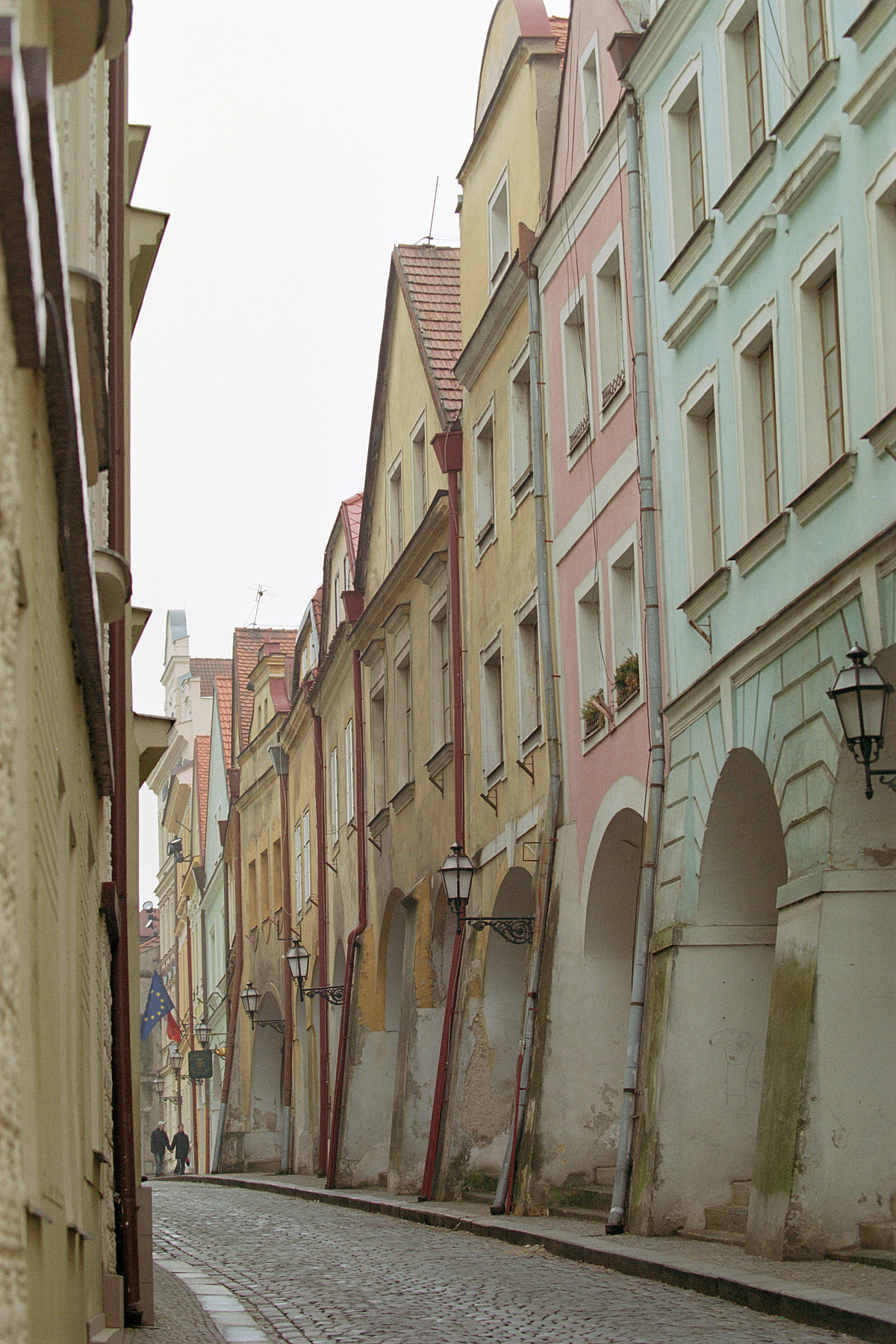
Nebenstraße des Marktplatzes

- Březhrad (Brezhrad) – 2,80 km², 950 Ew.
- Kukleny (Kuklena) – 4,03 km², 2503 Ew.
- Malšova Lhota (Lhota Malschowa) – 1,94 km², 526 Ew.
- Malšovice (Malschowitz) – 2,37 km², 2670 Ew.
- Moravské Předměstí (Mährische Vorstadt)
- Nový Hradec Králové (Neu Königgrätz) – 24,74 km², 24.331 Ew., mit Kluky (Kluk)
- Piletice (Piletitz) – 3,03 km²
- Plačice (Platschitz)
- Plácky (Platzka)
- Plotiště nad Labem (Plotischt)
- Pouchov (Bauschenhof)
- Pražské Předměstí (Prager Vorstadt)
- Roudnička (Kleinraudnitz)
- Rusek (Rusek)
- Slatina
- Slezské Předměstí (Schlesische Vorstadt)
- Svinary (Swinar)
- Svobodné Dvory (Freihöfen)
- Třebeš (Trebesch)
- Věkoše (Wiekosch) – 5,54 km², 2651 Ew.

## Politik

### Wappen
Beschreibung: In Rot ein goldbewehrter und -gekrönter silberner doppelschwänziger nach links stehender Löwe mit einer goldenen Majuskel „G“ in den Pranken haltend.

### Flagge
Die Flagge von Hradec Králové besteht aus drei horizontalen Streifen Weiß-Gelb-Rot. Das Verhältnis der Breite zur Länge macht 2 : 3.

### Städtepartnerschaften
Hradec Králové unterhält Städtepartnerschaften mit folgenden neun Städten:
| Stadt           | Land        | seit |
| --------------- | ----------- | ---- |
| Alessandria     | Italien     | 1961 |
| Arnheim         | Niederlande | 1992 |
| Banská Bystrica | Slowakei    | 1950 |
| Breslau         | Polen       | 2003 |
| Gießen          | Deutschland | 1990 |
| Kaštela         | Kroatien    | 1992 |
| Kronstadt       | Russland    | 2019 |
| Metz            | Frankreich  | 2001 |
| Tschernihiw     | Ukraine     | 2010 |
| Wałbrzych       | Polen       | 1991 |

## Wirtschaft und Infrastruktur

### Hersteller von Musikinstrumenten

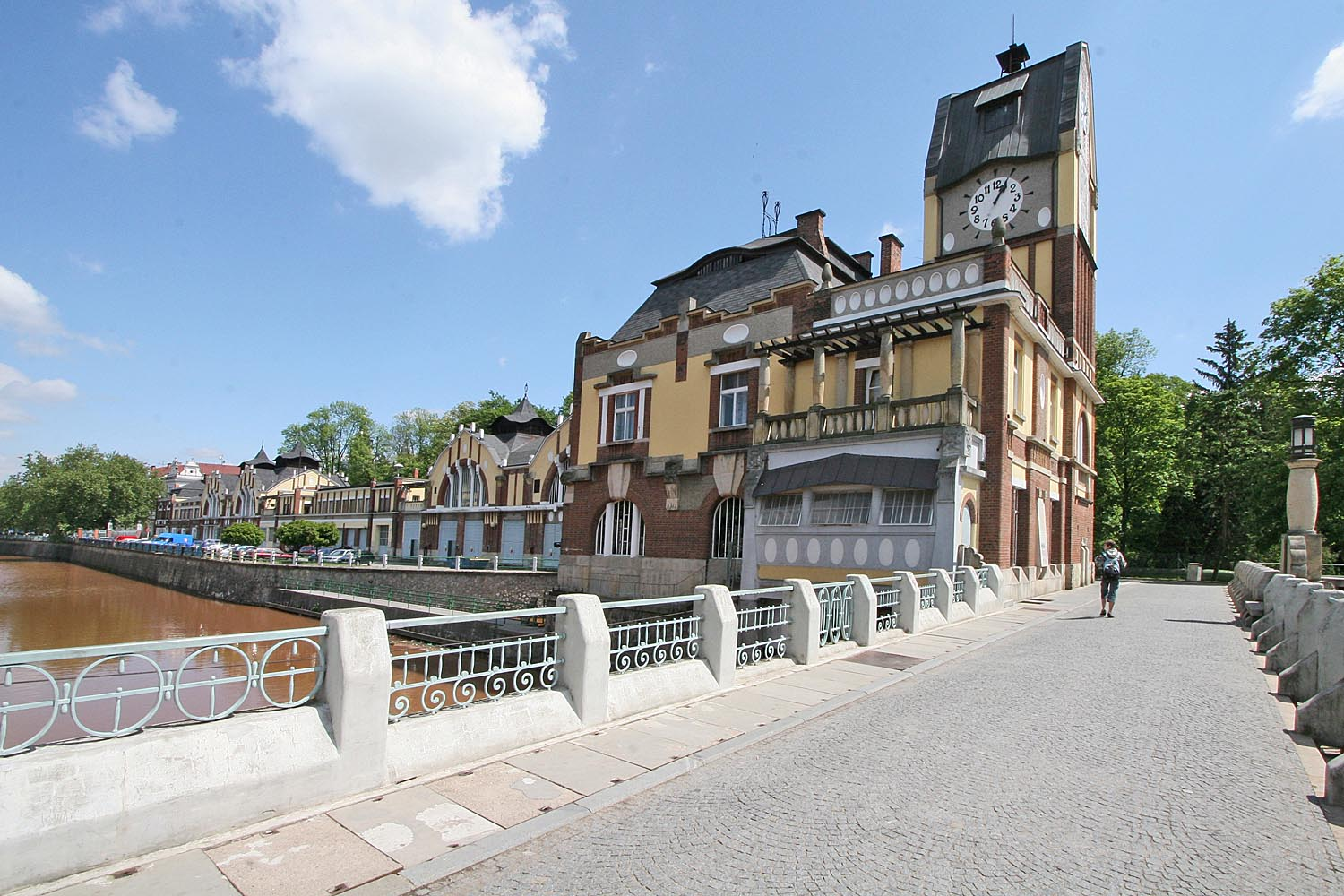
Wasserkraftwerk im Jugendstil

1842 gründete der Blechblasinstrumentenbauer Václav František Červený das Unternehmen V. F. Červený & synové. Bis 2020 hatte der Musikinstrumenten-Hersteller Amati eine Produktionsstätte in Hradec Králové, in der die Marke produziert wurde. Seit 1864 werden von Petrof Klaviere hergestellt (benannt nach dem Gründer Antonín Petrof), die seit 1924 auch exportiert werden. Das Familienunternehmen ist (Stand 2008) mit jährlich bis zu 5000 Pianinos und 900 Flügeln gegenwärtig gemessen an der Stückzahl einer der größten Klavierproduzenten in Europa. Während des Sozialismus in der Tschechoslowakei wurden die Instrumente vom zwischen 1948 und 1992 bestehenden volkseigenen Unternehmen Československé hudební nástroje (ČSHN, Tschechoslowakische Musikinstrumente) hergestellt, das auch Gitarren und Bässe der Marke Jolana produzierte.

### Verkehr

#### Straßen
Der heutige Stadtkern aus Altstadt und Neustadt ist von einer breit ausgebauten inneren Ringstraße umschlossen. Sternförmig stoßen die überregionalen Verbindungen auf diesen Ring. Er verringert somit den Durchfluss überregionaler Verkehrsaufkommen durch die Innenstadt.
Hradec Králové liegt an den Europastraßen:
- E 67 (Via Baltica): Helsinki – Warschau – Kłodzko – Hradec Králové – Prag
- E 442: Karlsbad – Liberec – Hradec Králové – Olmütz – Žilina.

Die Autobahn D11 aus Richtung Prag endet südwestlich von Hradec Králové, es existieren Planungen, sie künftig, an der Stadt vorbei Richtung Südpolen zu verlängern.
Außerdem ist Hradec Králové Schnittpunkt verschiedener Straßen I. und II. Klasse:
- I/11: Chlumec nad Cidlinou – Hradec Králové – Třebechovice pod Orebem – Týniště nad Orlicí – Vamberk – Žamberk – Šumperk – Rýmařov – Bruntál – Opava – Ostrava – Havířov – Český Těšín – Třinec – Mosty u Jablunkova – slowakische Grenze
- I/33: Hradec Králové – Jaroměř – Náchod – polnische Grenze
- I/35: polnische Grenze – Hrádek nad Nisou – Liberec – Turnov – Jičín – Hořice – Hradec Králové – Holice – Vysoké Mýto – Litomyšl – Moravská Třebová – Mohelnice – Olmütz – Lipník nad Bečvou – Hranice – Valašské Meziříčí – Rožnov pod Radhoštěm – slowakische Grenze
- I/37: Trutnov – Jaroměř – Hradec Králové – Pardubice – Chrudim – Slatiňany – Ždírec nad Doubravou – Žďár nad Sázavou – Křižanov – Velá Bíteš
- II/308: Hradec Králové – Černilov – Libřice – Bohuslavice – Nové Město nad Metují
- II/324: Městec Králové – Skochovice – Nový Bydžov – Nechanice – Stěžery – Hradec Králové – Opatovice nad Labem – Hrobice – Pardubice

#### Bahn
Der Hauptbahnhof von Hradec Králové befindet sich westlich der Innenstadt und ist Schnittpunkt folgender Bahnstrecken:
- Velký Osek–Hradec Králové–Choceň (Fahrplannummer 020)
- Pardubice–Hradec Králové–Jaroměř (Fahrplannummer 031)
- Hradec Králové–Jičín–Turnov (Fahrplannummer 041)

Über diese Linien existieren Verbindungen in viele Städte Tschechiens.

#### Luftverkehr
Der Flughafen Hradec Králové befindet sich einige Kilometer außerhalb nordnordöstlich des Stadtzentrums.

## Bildung

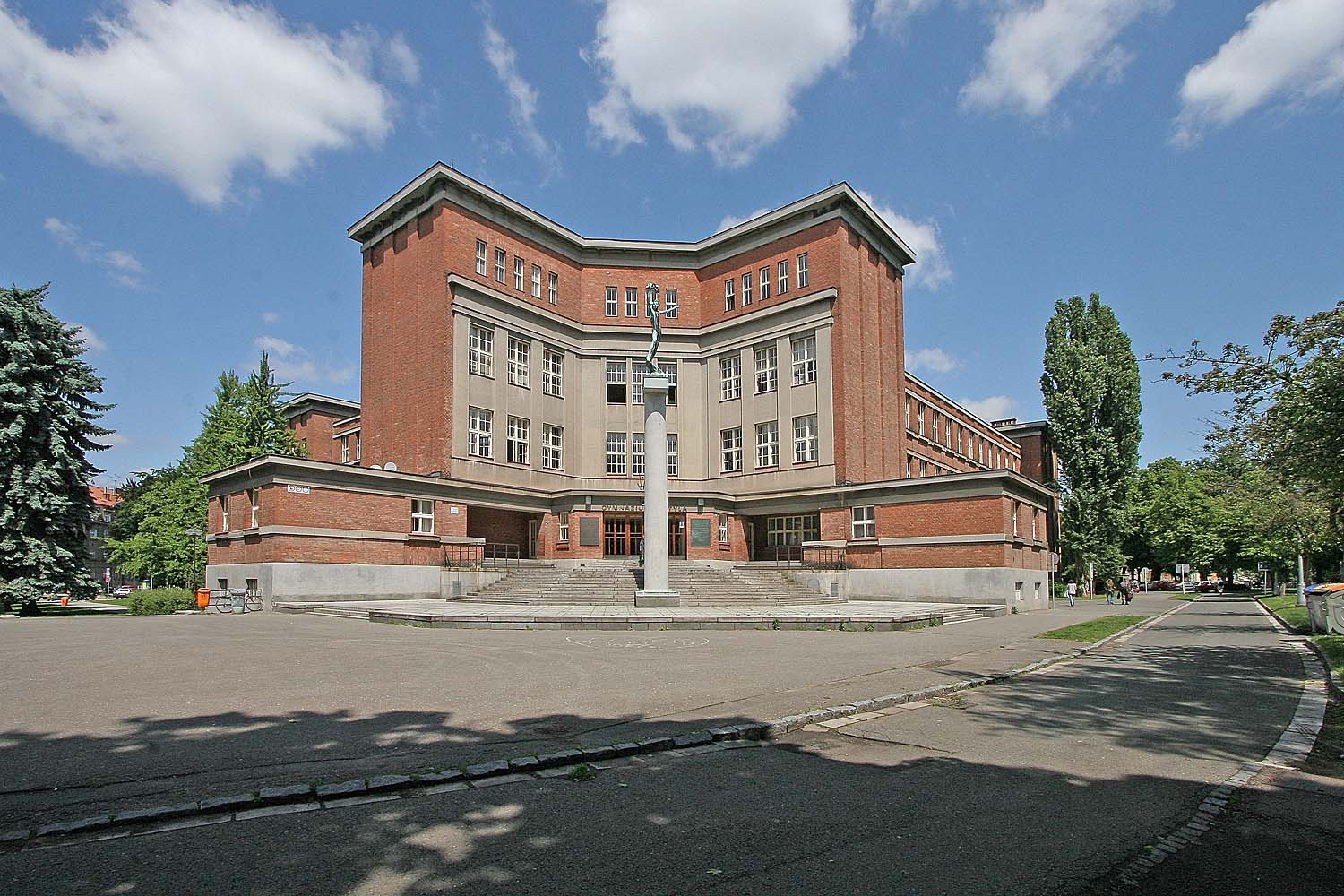
Tyl-Gymnasium von Architekt Josef Gočár

In der Stadt befinden sich mehrere Hochschuleinrichtungen. Die Universität Hradec Králové hat dort ihren Sitz. Weiter sind in der Stadt die Pharmazeutische Fakultät und eine der medizinischen Fakultäten der Karls-Universität Prag und die Fakultät für Militärisches Gesundheitswesen der Universität für Verteidigung ansässig.
Vom 7. bis 17. Juli 1977 fand dort die X. Internationale Physikolympiade statt.

## Sehenswürdigkeiten

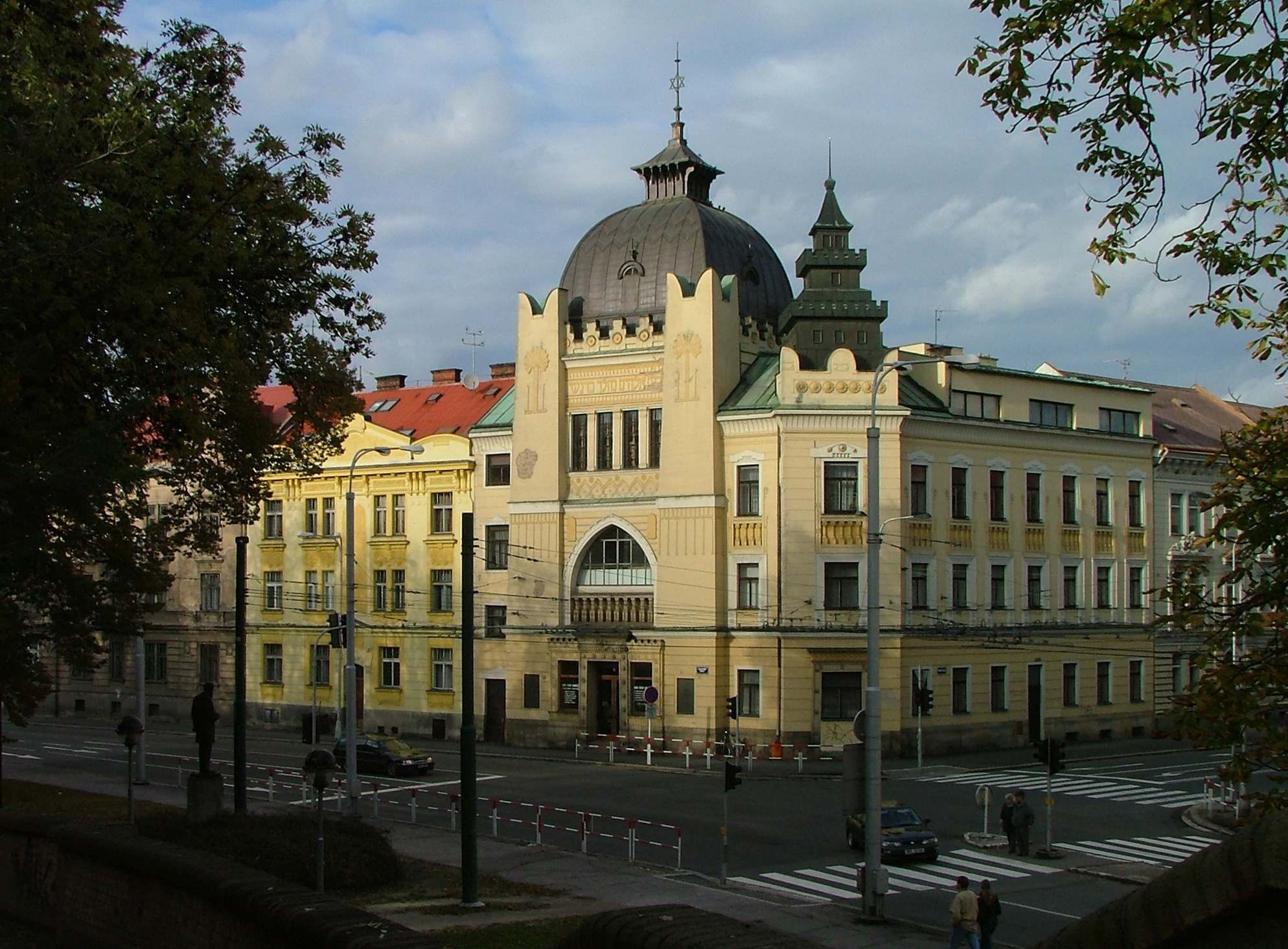
Synagoge

Das historische Stadtzentrum wurde 1962 zum städtischen Denkmalreservat erklärt.
- Großer Ring (Velké náměstí) mit
  - Rathaus
  - Weißer Turm mit Clemens-Kapelle
  - Heilig-Geist-Kirche (Kathedrale)
  - Ehemalige Jesuitenkirche (Kirche Mariä Himmelfahrt) und Jesuitenkollegium
  - Mariensäule (Pestsäule)
- Kleiner Ring mit Residenz-Haus
- Alte Königliche Brauerei (jetzt Kreisverwaltung)
- Jirasek-Park am Zusammenfluss von Elbe und Adler (Orlice)
- Gassen in der Altstadt
- Klicpera-Theater
- Ehemaliges Priesterseminar (Purkrabský dům) an der Stelle der früheren Burg (Na Hradě)
- Ostböhmisches Museum
- Ehemalige Synagoge, erbaut 1904/05
- Jüdischer Friedhof
- Všesportovní stadion, Heimspielstätte des FC Hradec Králové

## Kultur

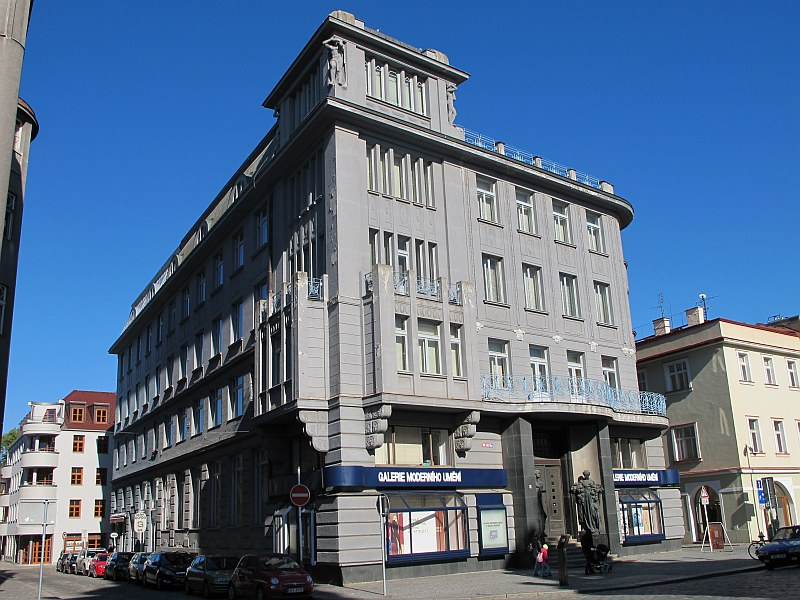
Galerie der Modernen Künste

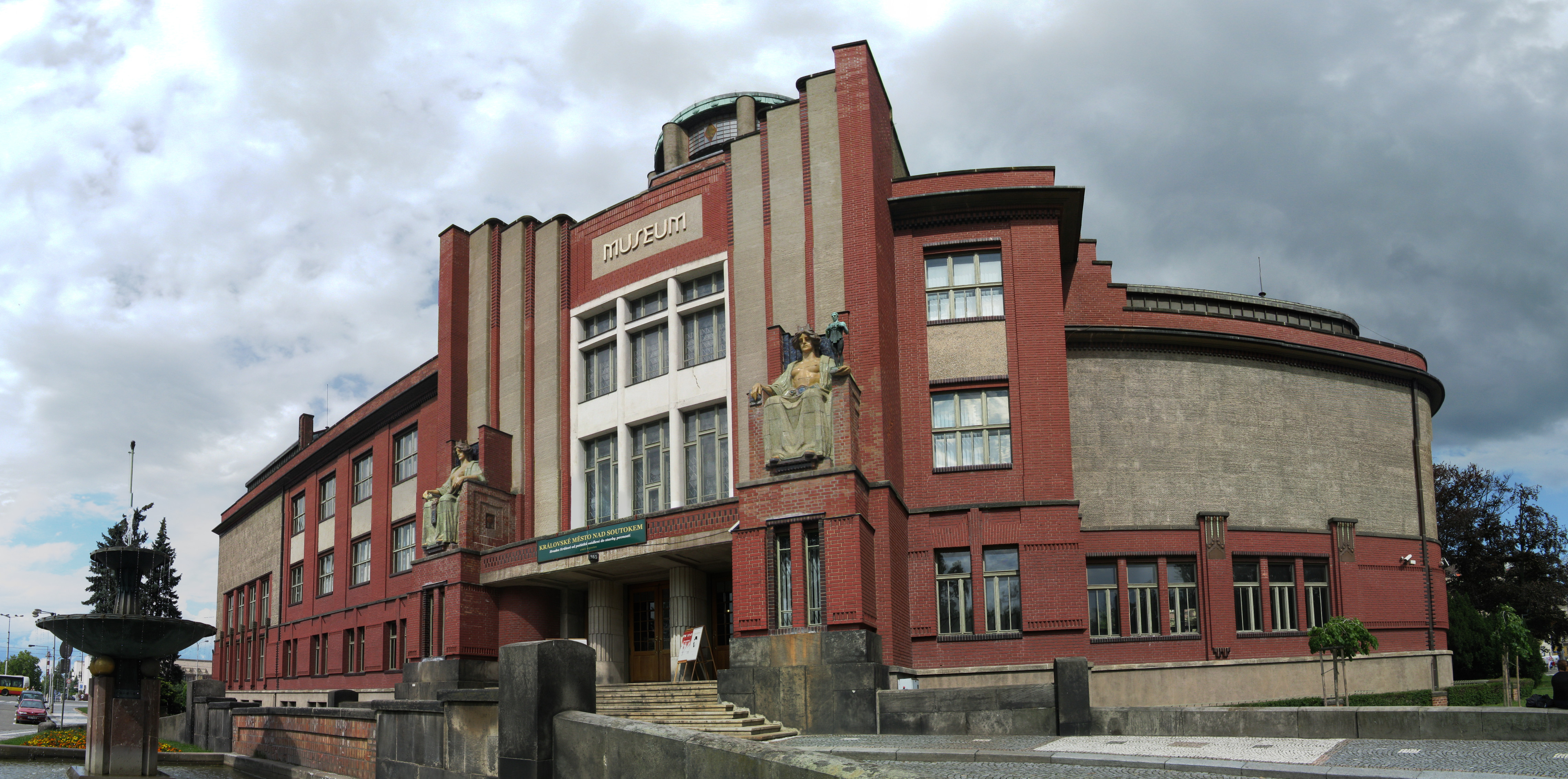
Ostböhmisches Museum von Architekt Jan Kotěra

Das staatliche Ostböhmische Philharmonische Orchester „Filharmonie Hradec Králové“ wurde 1978 gegründet und gehört zu den führenden tschechischen Symphonieorchestern. Es ging aus dem städtischen Opernorchester hervor. Chefdirigent ist seit 2002 Ondřej Kukal (2007).
In der Altstadt befindet sich das Klicpera-Theater. Das Gebäude liegt an einem kleinen Platz nördlich vom Markt.
Am Markt steht gegenüber der mächtigen Jesuitenkirche die Galerie der Modernen Künste. Sie befindet sich in einem architektonisch bemerkenswerten Bau des Architekten Osvald Polívka (Entwurf 1912).
Zu den bedeutendsten Bauwerken moderner Architektur in dieser Stadt gehört das Ostböhmische Museum am innerstädtischen Elbufer.
Im Jahr 2011 gab die Stadt bekannt, dass sie sich um die Eintragung als UNESCO-Weltkulturerbe bemüht.

## Kulturveranstaltungen
- Seit 2007 findet im Sommer das Festival Rock for People statt.
- Seit dem Jahr 2003 findet jeden August das Hip Hop Kemp, eines der größten europäischen Hip-Hop-Festivals auf einem Teil des Flugplatzes statt.
- Anfang September ist dies auch Austragungsort der Flugschau CIAF
- Im Oktober findet jährlich das Jazz-Festival „Jazz goes to town“ statt.
- Im Herbst (Oktober/November) veranstaltet die „Filharmonie Hradec Králové“ das Festival „Hudební fórum Hradec Králové“ (Musikforum Königgrätz) mit Konzerten für zeitgenössische Orchestermusik.

## Persönlichkeiten

### Söhne und Töchter der Stadt
- Bohuslav Balbín (1621–1688), tschechischer Jesuit, Literat, Historiker, Erdkundler, Patriot und Verfechter der tschechischen Sprache, aktiver Teilnehmer an der Rekatholisierung.
- Krystian Pešek (1676–1744), Astronom und Lehrer in Zittau
- Ivan Jelínek (1683–1759), böhmischer Benediktinerpater, Organist, Lautenist und Komponist
- Johann Wenzel Pohl (1720–1790), böhmischer Grammatiker
- Stanislaus Wydra (1741–1804), Theologe und Mathematiker
- Anton Johann von Drechsel (1752–1817), kaiserlicher Feldmarschall-Lieutenant und Ritter des Maria-Theresia-Ordens
- Karl Agnel Schneider (1766–1835), österreichisch-böhmischer Jurist und Schriftsteller
- Václav Hanka (1791–1861), böhmischer Sprachwissenschaftler
- Carl von Rokitansky (1804–1878), österreichischer Pathologe, Politiker und Philosoph
- Friedrich Bach (1817–1865), österreichischer Dichter und Mediziner
- Václav Vladivoj Tomek (1818–1905), österreichischer Historiker, Politiker und Pädagoge
- Adolf Lubich von Milovan (1819–1901), österreichisch-ungarischer Generalleutnant
- Adolf Mikeš (1864–1929), Musikpädagoge
- Rudolf Lodgman von Auen (1877–1962), sudetendeutscher Politiker
- Jaroslav Durych (1886–1962), Dichter
- Rudolf Medek (1890–1940), Schriftsteller und Soldat
- Bohdan Heřmanský (1900–1974), Maler
- Otakar Vávra (1911–2011), Filmregisseur
- Avigdor Dagan (1912–2006), Dichter, Prosaist und Publizist jüdischer Herkunft
- Franz Peter Künzel (1925–2023), Übersetzer tschechischer Literatur, Lektor und Redakteur
- Walter Künzel (1928–2021), Professor für präventive Zahnheilkunde und Rektor Emeritus, Medizinische Akademie Erfurt
- Zbyněk Hejda (1930–2013), Historiker, Verlagsredakteur, Übersetzer und Dichter
- Jiří Petr (1931–2014), Professor für Pflanzenbau und Rektor Emeritus
- Aleš Smetana (1931–2021), Entomologe
- Ivan Palec (1933–2010), Schauspieler
- Jiří Dolana (1937–2003), Eishockeyspieler und -trainer
- Zdeňka Počtová (1938–2023), Kanutin
- Dominik Duka (OP) (* 1943), Erzbischof von Prag
- Lenka Termerová (* 1947), Schauspielerin
- Jan Šafránek (* 1948), Maler und Zeichner
- Lenka Chytilová (* 1952), Dichterin und Übersetzerin; arbeitete auch als Verlagsredakteurin und Gymnasiallehrerin in Hradec Králové
- Zuzana Navarová (1959–2004), Sängerin und Komponistin
- Kateřina Fialková (1967–2022), Diplomatin
- Zdeněk Vencl (* 1967), Schauspieler
- Jaroslav Plesl (* 1974), Schauspieler
- Jan Hrdina (* 1976), Eishockeyspieler
- Tomáš Indruch (* 1976), Kanute
- Jakub Ficenec (* 1977), Eishockeyspieler
- Jan Dolanský (* 1978), Schauspieler
- Pavel Košťál (* 1980), Fußballspieler
- Robin Vik (* 1980), Tennisspieler
- Kristýna Boková (* 1981), Schauspielerin
- Dušan Frosch (* 1981), Eishockeyspieler
- Richard Jareš (* 1981), Eishockeyspieler
- Ondřej Kraják (* 1991), Fußballspieler
- Martin Frýdek (* 1992), Fußballspieler
- Tomáš Koubek (* 1992), Fußballtorhüter
- Jaroslav Zelený (* 1992), Fußballspieler
- Michal Desenský (* 1993), Sprinter
- Tomáš Holeš (* 1993), Fußballspieler
- Nikola Danihelková (* 1994), Fußballspielerin
- Filip Šnejdr (* 1995), Mittelstreckenläufer
- Kateřina Siniaková (* 1996), Tennisspielerin
- Filip Hronek (* 1997), Eishockeyspieler
- Michaela Khýrová (* 2000), Fußballspielerin

### In der Stadt lebten und wirkten
- Karl Joseph Biener von Bienenberg (1731–1798), Kreishauptmann von Königgrätz, Prähistoriker
- Maximilian Reising von Reisinger (1774–1848), Feldmarschalleutnant, Kommandant der Festung Josefstadt – Königgrätz.
- Inocenc Arnošt Bláha (1879–1960), tschechischer Soziologe, Philosoph, Pädagoge
- František Fabiánek (1884–1967), tschechischer Bildhauer
- Ignát Herrmann (1854–1935), tschechischer Schriftsteller, Humorist und Redakteur
- Alois Jirásek (1851–1930), tschechischer Schriftsteller und Historiker
- František Cyril Kampelík (1805–1872), tschechischer Volksaufklärer und Begründer der Selbsthilfe-Genossenschaften
- Jan Kotěra (1871–1923), tschechischer Architekt, Designer und Grafiker
- František Plesnivý (1845–1918), böhmischer Architekt
- Jiří Šotola (1924–1989), tschechischer Dichter, Schriftsteller und Dramaturg
- Ivan Tuček (1942–1999), Weltmeister im Kunstflug (1978)

## Sport
- Mountfield HK, Eishockeyklub in der Tipsport Extraliga
- FC Hradec Králové, Fußballklub in der 1. Liga (Fortuna Liga)
- Hala Sokol Hradec Králové, Basketballklub in der 1. tschechischen Liga